# Las47

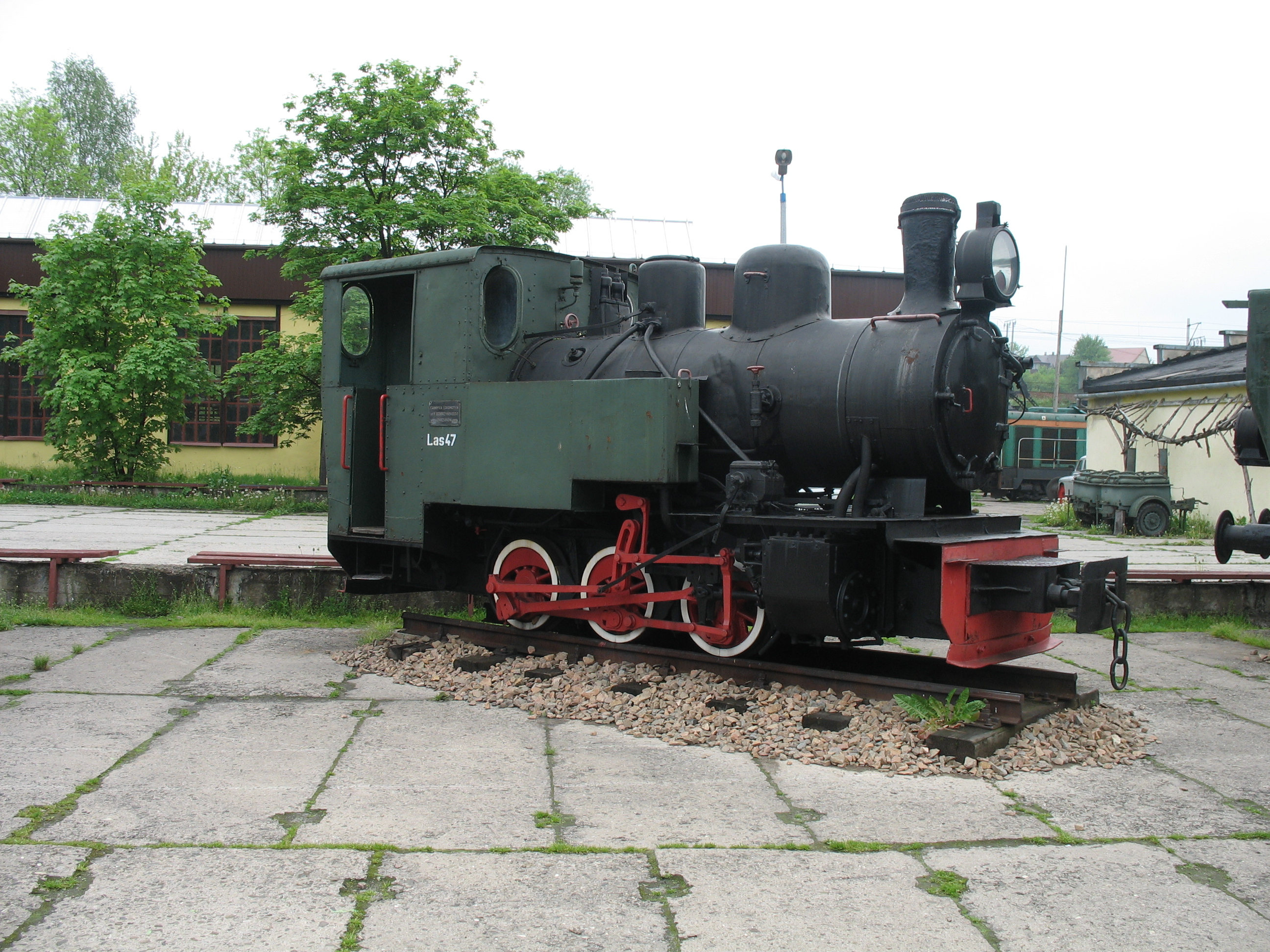
Lokomotiva Las47 v Chabówce

Las47 (označovaná také Ty) je polská parní lokomotiva úzkorozchodné dráhy, vyráběná v letech 1947 až 1958 v továrně Fablok (polsky Pierwsza Fabryka Lokomotyw w Polsce Sp. Akc.), v Chrzanově.
Lokomotivy tohoto typu byly používány především k přepravě zboží při výrobě a zpracování dřeva na lesní železnici o rozchodu 600/700/750/760 mm, zřídka na osobní přepravu. Bylo vyrobeno asi 640 kusů, mimo Polsko byly vyváženy do Rumunska, Bulharska a Albánie.